# Rhombophryne serratopalpebrosa
Espèce
Synonymes
- Mantipus serratopalpebrosus Guibé, 1975
- Plethodontohyla serratopalpebrosa (Guibé, 1975)

Statut de conservation UICN

 EN  : En danger
Rhombophryne serratopalpebrosa est une espèce d'amphibiens de la famille des Microhylidae.

## Répartition

Aire de répartition de Rhombophryne serratopalpebrosa.

Cette espèce est endémique du Nord de Madagascar. Elle se rencontre de 900 à 2 100 m d'altitude entre Tsaratanana et le mont Marojejy,.

## Description
Plethodontohyla serratopalpebrosa mesure jusqu'à 52 mm. La peau de son dos est granuleuse.

## Publication originale
- Guibé, 1975 : Batraciens nouveaux de Madagascar. Bulletin du Museum National d'Histoire Naturelle, sér. 3, Zoologie, vol. 323, p. 1081-1089 (texte intégral).